# Shaodong
Der Kreis Shaodong (chinesisch 邵东县,  Shàodōng Xiàn) ist ein Kreis in der chinesischen Provinz Hunan. Er gehört zum Verwaltungsgebiet bezirksfreien Stadt Shaoyang (邵阳市). Der Kreis Shaodong hat eine Fläche von 1.776 km² und 1.038.416 Einwohner (Stand: 2020). Sein Hauptort ist die Großgemeinde Liangshi (两市镇).